# 那慕尔门站
那慕尔门站（法語：Porte de Namur），副站名“马通盖”，是布鲁塞尔地铁2号线和6号线的车站，位于比利时布鲁塞尔首都大区布鲁塞尔城和伊克塞勒交界处。

## 名称
该站得名于所在地区之名称，而该地区又得名于历史上的那慕尔门，其为布鲁塞尔第二城墙的城门之一，建于14世纪，后于18世纪末拆除。副站名“马通盖”则是得名于马通盖（Matongé，亦作Matonge，發音：[matɔŋɡe]）街区，其为伊克塞勒的非裔社区，得名于刚果民主共和国首都金夏沙的同名街区。